# Hyocephalidae
Famille
Synonymes
- Hyocephalinae Bergroth, 1906[2]

Les Hyocephalidae sont une petite famille d'insectes hétéroptères (punaises) australiennes.

## Description
Il s'agit de grandes punaises allongées, aux côtés parallèles, et de couleur sombre (brun-rouge ou noires). La tête est allongée et tuberculée. Les buccules (excroissances enserrant la base du rostre) s'étendent postérieurement jusqu'aux yeux (au-delà de la base des antennes). La gorge présente une rainure labiale. Les ocelles sont présentes mais réduites et placées près des yeux. Le clypeus est comprimé médialement, et les tubercules antennifères sont placés en dessous d'une ligne passant par le milieu des yeux. Le pronotum est trapézoidal. Les hémélytres n'ont pas de cunéus et présentent 4 veines principales, et les membranes de l'aile antérieure qui ont un certain nombre de cellules basales. On trouve toutefois des individus macroptères aussi bien que brachyptères (polymorphisme alaire). Chez ces dernières, les hémélytres n'atteignent pas le 4e tergite. L'orifice de la glande odoriférante, bien visible au niveau du métapleure (partie postérieure et inférieure du thorax), est unique, avec un processus en forme de soie. Elles mesurent jusqu'à 15 mm de long. Les larves ont des bandes rouges sur l'abdomen à tous les stades,,.

## Répartition et habitat
Cette famille est endémique d'Australie. Hyocephalus aprugnus se rencontre dans des localités tempérées du Sud et de l'Ouest de l'Australie. Maevius indecorus se rencontre sur les côtes du Queensland, et Maevius luridus au SE de l'Australie du Sud et au NO du Victoria,.
Ces punaises vivraient au sol, sous des pierres, dans des zones sablonneuses ou graveleuses, avec une couverture végétale conséquente d'Eucalyptus ou sous Spinifex.

## Biologie
La biologie des Hyocephalidae est mal connue. Selon Kumar (1966), Maevius indecorus se nourrirait de graines mûres des genres Acacia et Eucalyptus, mais a également été élevée avec succès avec des graines de tournesol, laissant présumer qu'elle serait plutôt généraliste en matière de graines.

## Systématique
Ce taxon a d'abord été décrit par Ernst Bergroth en 1906 comme sous-famille, les Hyocephalinae, au sein des Coreidae, pour classer une espèce décrite par lui-même, avant qu'il ne la rétrograde au rang de tribu en 1912. A l'inverse, la même année, Reuter l'élève au rang de famille, un statut reconnu par la majorité des auteurs suivants, notamment par les travaux de Štys de 1964, qui l'amène à les considérer comme intermédiaires au sein des Pentatomomorpha, partageant des critères des Lygaeidae, des Largidae et des Coreidae. Schaefer les rapproche des Stenocephalidae, dont ils seraient le groupe frère, avec des caractères plésiomorphiques au sein des Coreoidea,. Une étude récente sur les caractéristiques morphologiques questionne cette position et appelle à des recherches complémentaires autour de cette famille et de son placement phylogénétique entre les Coreoidea, les Pyrrhocoroidea et les Lygaeoidea,.
Trois espèces sont décrites, la dernière par Brailovsky, avec une clé pour les distinguer.

### Liste des genres et des espèces
Selon  Species File (6 août 2022) :
- genre Hyocephalus Bergroth, 1906
  - Hyocephalus aprugnus Bergroth, 1906
- genre Maevius Stål, 1874
  - Maevius indecorus Stål, 1874
  - Maevius luridus Brailovsky, 2002